# Banksia scabrella
Banksia scabrella är en tvåhjärtbladig växtart som beskrevs av Alexander Segger George. Banksia scabrella ingår i släktet Banksia och familjen Proteaceae. Inga underarter finns listade i Catalogue of Life.